# Eugenio Casanova
Eugenio Casanova (Torino, 17 gennaio 1867 – Roma, 22 dicembre 1951) è stato un archivista e funzionario italiano, direttore dell'Archivio di Stato di Roma e considerato il padre dell'archivistica italiana.

## Biografia

### Origini e formazione
Eugenio Casanova nacque a Torino da una famiglia oriunda del pavese: il padre, Ludovico, fu ingegnere e ufficiale di artiglieria a Marghera e combattente durante le guerre risorgimentali; la madre, invece, era Margherita Ghigo. Educato a Nizza, si laureò successivamente in giurisprudenza ed entrò in contatto con il gotha intellettuale dell'Italia Umbertina nelle scienze storiche, umanistiche e archivistiche: Cesare Paoli, Gaetano Milanesi, Pasquale Villari, Alessandro Gherardi, Cesare Guasti e Michele Amari furono le personalità con cui il giovane piemontese entrò in contatto.

### La carriera archivistica e l'attività culturale

#### Da Firenze a Napoli: la nascita de «Gli Archivi Italiani»
Entrato nell'amministrazione archivistica il 2 dicembre 1886 presso l'Archivio di Stato di Firenze e divenuto collaboratore dell'Archivio Storico Italiano per dieci anni al fianco del Paoli, Casanova fu trasferito nel 1899 all'Archivio di Stato di Siena, per poi passare nel 1903 a quello di Torino. Nel 1907, su interessamento diretto del presidente del consiglio Giovanni Giolitti, fu inviato a Napoli quale direttore dell'archivio di quella città, rimanendovi fino al 1915.
In ogni sede in cui veniva trasferito, Casanova si interessava delle vicende storiche locali, pubblicando vari articoli o saggi sugli aspetti sociali o storici. Il cambiamento giunse quando fu inviato a Napoli, dove l'archivista Casanova si dedicò al riordino dei fondi di quell'archivio, come è riassunto da Armando Petrucci nella voce biografica del Dizionario Biografico degli Italiani:
(Petrucci)
Prima di terminare l'incarico napoletano, però, Casanova si fece promotore della nascita di una rivista nazionale che ponesse, sotto l'attenzione sia del mondo politico che di quello civile, la questione dell'importanza degli archivi: la rivista «Gli archivi italiani», il cui primo numero fu pubblicato nel 1914. Tale rivista, «che fu la prima rivista a carattere nazionale totalmente dedicata all'archivistica», doveva, secondo le parole di Armando Lodolini
(Lodolini, p. 226)

#### Direttore dell'Archivio di Stato di Roma
Il 16 dicembre del 1915, il Ministero dell'Interno spostò Casanova da Napoli a Roma, nominandolo direttore dell'Archivio di Stato della Capitale: vi rimarrà fino al 1933, quando fu collocato a riposo. Anche qui si segnalò per il miglioramento del servizio e nell'opera di acquisto di alcuni fondi:
(Petrucci)
Il ventennio romano fu fondamentale per l'affermazione di Casanova anche quale principale esponente dell'archivistica italiana e la sua affermazione sul panorama internazionale: al termine della prima guerra mondiale, agì per conto del governo quale esperto nella questione della restituzione degli archivi legati a soggetti produttori italiani ma che erano di proprietà delle nazioni sconfitte, in primis dell'ormai dissolto Impero Austro-Ungarico. Si segnalò anche per la restituzione, da parte del Regno Unito, dell'archivio Medici Tornaquinci. Contemporaneamente, conclusasi nel 1922 l'esperienza della rivista «Gli archivi italiani», iniziò nel 1926 quella dedicata alla parabola risorgimentale con l'apertura della rivista «Rassegna storica del Risorgimento», rivista che diresse fino al 1933.

#### L'attività accademica e il manualeArchivistica
Nel 1925 ottenne la cattedra di archivistica presso l'Università di Roma - determinando così l'inizio dello studio dell'archivistica all'interno degli atenei italiani - mentre nel 1928 uscì il suo celebre manuale di archivistica, Archivistica, considerato tuttora una pietra miliare nella teoria della scienza archivistica e nella formazione stessa dell'archivista. Prodotto delle lezioni tenute all'Università di Roma, in esso Casanova sostiene la necessarietà, nella formazione dell'aspirante archivista, delle scienze paleografiche e diplomatiche, ribadendo però la centralità della formazione archivista in quanto «non tutti gli atti di un archivio richiedono l'intervento di un paleografo, di un diplomatista». Inoltre, in questo manuale Casanova si aggancia alla tradizione del metodo storico ripreso dal Manuale degli archivisti olandesi, ribadendo la necessità di un'organizzazione dell'archivio secondo una metodologia scientifica precisa:
(Casanova, p. 19)

### Il pensionamento forzato e gli ultimi anni
Mentre Casanova raggiungeva il successo grazie alla sua esperienza amministrativa, alla sua cultura e al prestigioso insegnamento presso l'ateneo romano, nel 1932 l'ormai anziano archivista entrò nel mirino del gerarca fascista Cesare Maria de Vecchi per aver avallato, considerandola genuina, una lettera che Abramo Lincoln inviò al patriota e fisico Macedonio Melloni. Nel 1933, inoltre, con la scusa del pensionamento dal Ministero dell'Interno ottenuto grazie ad accuse mendaci, De Vecchi riuscì ad imporre all'Università di Roma l'allontanamento dall'insegnamento di Casanova.
Gli anni a seguire videro Casanova ritirarsi dagli affari pubblici, dedicandosi agli studi di demografia e, dopo la fine della seconda guerra mondiale, ad un ritorno "onorario" nel mondo archivistico «accettando la presidenza onoraria dell'Unione nazionale degli amici degli archivi» nel 1951. Morì a Roma nel dicembre dello stesso anno.

## Onorificenze
Eugenio Casanova ricevette varie onorificenze da parte della monarchia sabauda e straniera:

## Opere
- Note di storia senese, in Miscellanea storica senese, vol. 4, Siena, Enrico Torrini Edit., 1898, SBN CUB0486692.
- L'uccisione di Galeazzo Maria Sforza e alcuni documenti fiorentini, Milano, Tip. P. Faverio di P. Confalonieri, 1899, SBN CUB0166348.
- La donna senese del quattrocento nella vita privata: lettura fatta il 28 aprile 1900, in Bollettino senese di storia patria, vol. 8, n. 1, Siena, Tip. e lit. Sordo-Muti di L. Lazzeri, 1901, SBN NAP0216366.
- Tavole genealogiche della famiglia Alfieri, compilate sui documenti conservati nel castello di San Martino Alfieri, Torino, Tip. Renzo Streglio e C., 1903, SBN CUB0166354.
- Censimento di Torino alla vigilia dell'assedio di Torino (29 agosto – 6 settembre 1705), in Campagne di guerra in Piemonte 1703-1708, vol. 8, n. 2, Torino, Stamperia reale della ditta G.B. Paravia e C., 1906, SBN RMR0077371.
- L'Archivio di Stato in Napoli: dal 1º gennaio 1899 al 31 dicembre 1909, Napoli, Tip. Cultori arti grafiche, 1910, SBN NAP0094855.
- Mostra del Risorgimento italiano nelle provincie meridionali - catalogo, Napoli, Stab. tipografico S. Morano, 1911, SBN CSA0017653.
- Gli archivi durante la guerra, Pisa, Tip. Lazzeri, 1914, SBN RMR0003154.
- (LA) Il cartulario della Berardenga, in Bullettino senese di storia patria, vol. 21, n. 1, Siena, Tip. Ditta L. Lazzeri, 1914, SBN CUB0166345.
- I RR. Archivi di Stato nel biennio 1912-1913 : relazione, in Gli archivi italiani, vol. 1, n. 1-2, Siena, Tip. Lazzeri, gennaio-aprile 1914, SBN CUB0166343.
- Gli archivi nei trattati internazionali, in Gli archivi italiani, vol. 5, n. 4, Siena, Stab. arti grafiche Lazzeri, 1918, SBN RML0107538.
- La causa per l'archivio Medici Tornaquinci, in Gli archivi italiani, vol. 6, n. 2, Siena, Stab. arti grafiche Lazzeri, 1919, SBN RMR0003089.
- Archivistica, 2ª ed., Siena, Stabilimento Arti Grafiche Lazzeri, 1928, SBN RMR0003154.
- L'occupazione di Messina nel 1860, in Rassegna storica del Risorgimento, vol. 8, n. 4, Roma, Società nazionale per la storia del Risorgimento italiano, ottobre-dicembre 1929, SBN RML0107162.
- Le fonti archivistiche minori per lo studio dei problemi della popolazione, Roma, Istituto poligrafico dello Stato, Libreria, 1931, SBN RML0107568.
- A proposito della lettera di Abramo Lincoln a Macedonio Melloni, in Rassegna storica del Risorgimento, vol. 18, n. 4, Roma, Stab. tip. L. Proja, ottobre-dicembre 1932, SBN RML0155287.
- Il contributo italiano alla sociologia, Roma, Tip. Failli, 1941, SBN PUV0443909.
- L'Accademia degli Unanimi di Arcidosso nel suo primo anno di vita, in Bollettino senese di storia patria, vol. 8, Siena, Accademia senese degli Intronati, 1950, SBN RML0155288.
- Congressi archivistici internazionali, in Archivi d'Italia e Rassegna internazionale degli archivi, vol. 18, n. 2-3, Roma, Biblioteca d'arte editrice, 1951,  pp. 75-77, SBN RML0415944.